# Casarão Monsenhor Paulo Florêncio da Silveira Camargo
O Casarão Monsenhor Paulo Florêncio da Silveira Camargo, também chamado ou Casa da Cultura Monsenhor Paulo Florêncio da Silveira Camargo, é um edifício localizado no Centro Histórico de Santana de Parnaíba, São Paulo. Foi tombado pelo IPHAN em 1958, por ser um exemplar característico das construções coloniais paulistas. Atualmente, serve como espaço cultural.
O casarão foi construído no século XVIII, o auge do bandeirismo.  E dentre as poucas casas bandeiristas que restaram ela é a única representante desse tipo de construção em área urbana, no caso, na Vila  de Parnaíba, atual município de Santana de Parnaíba. A edificação não possui na fachada principal o quarto de hóspede, varanda e a capela, elementos comuns em construções no período do bandeirismo. 

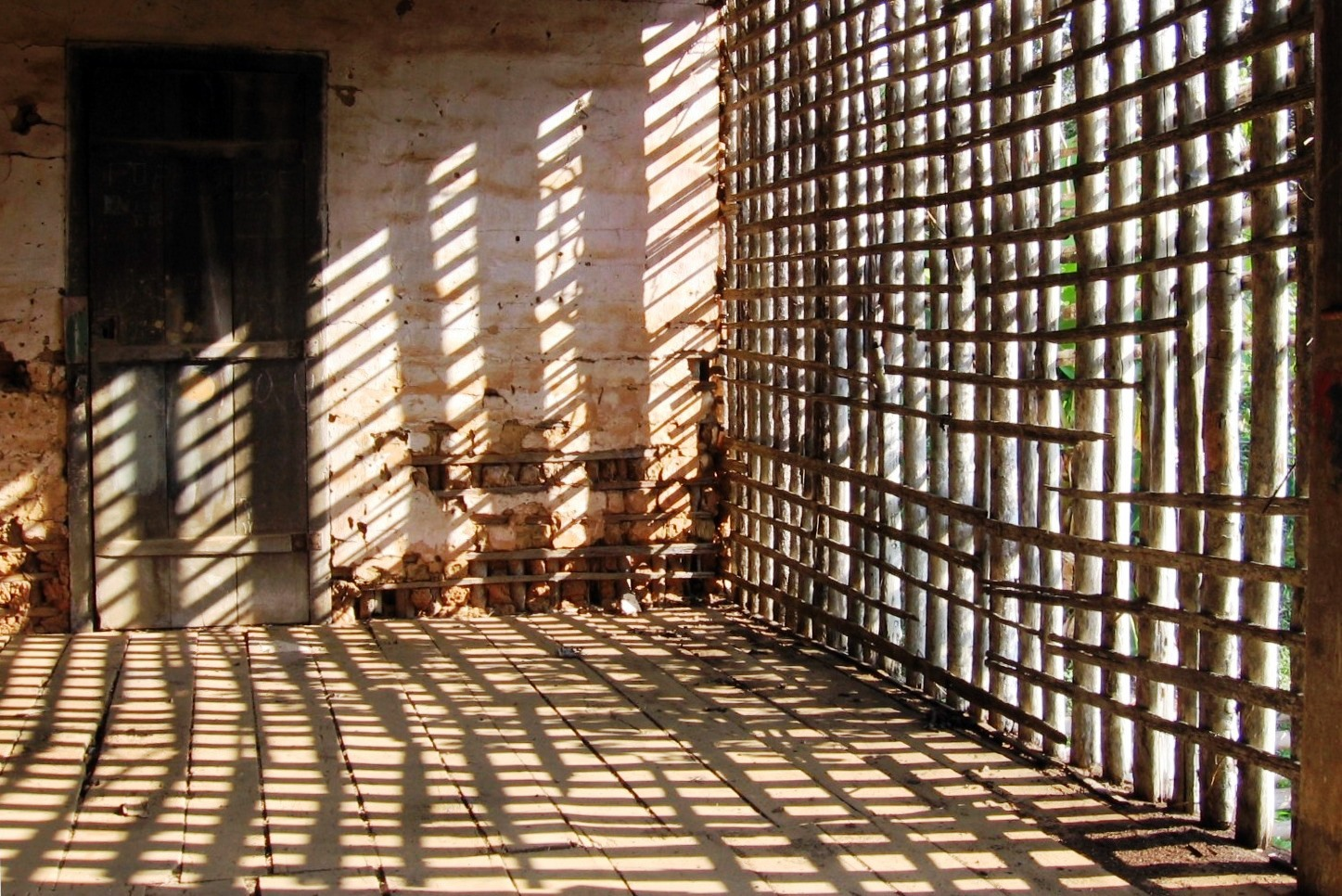
A imagem mostra a parede com varas entrelaçadas pronta para receber o barro, essa é a técnica de construção de nome pau-a-pique, largamente utilizada no período colonial do Brasil.

Os materiais usados na construção foram a terra crua, a taipa de pilão e o pau-a-pique. Tombada em 1958 pelo Instituto do Patrimônio Histórico e Artístico Nacional, IPHAN, foi restaurada em 1959. Em 1960, no mesmo dia que Santana do Parnaíba recebeu a condição de vila, foi decretado o dia do Bandeirante. Em 1962 passou a abrigar o Museu Histórico e Pedagógico Casa do Anhanguera. Em 1982, com o tombamento de todo o centro histórico de Santana do Parnaíba o Museu Casa de Anhanguera, que é construção geminada ao Casarão, e o Casarão se transformaram em complexo: Complexo Cultural Museu Anhanguera e Casarão Monsenhor Paulo Florêncio da Silveira Camargo.